# Vlag van Haren

Vlag van de gemeente Haren

Oude, niet-officiële vlag van Haren

De vlag van Haren was van 6 november 1972 tot 1 januari 2019 de gemeentelijke vlag van de Groningse gemeente Haren. Deze kan als volgt worden beschreven:
Drie horizontale banen van blauw-wit-blauw in een hoogteverhouding van 4:15:4 met in het midden van de witte baan het complete gemeentewapen.
De vlag bestaat uit een witte achtergrond met twee smalle blauwe banen boven en onder. In het midden van de vlag is het gemeentewapen afgebeeld, inclusief kroon.

## Eerdere vlag
Sierksma beschrijft in 1962 een officieuze vlag die als wolgt wordt beschreven:
Twee banen van gelijke hoogte van blauw en wit.
De kleuren van de vlag zijn ontleend aan het gemeentewapen in omgekeerde volgorde.

## Verwante wapens

Wapen van Haren

Adorp 
· Aduard 
· Appingedam 
· Bedum 
· Beerta 
· Bellingwedde 
· Bierum 
· De Marne 
· Delfzijl 
· Eemsmond 
· Eenrum 
· Finsterwolde 
· Grootegast 
· Haren 
· Hefshuizen 
· Hoogezand 
· Hoogezand-Sappemeer 
· Hoogkerk 
· Kloosterburen 
· Leek 
· Leens 
· Loppersum 
· Marum 
· Menterwolde 
· Muntendam 
· Nieuwe Pekela 
· Nieuweschans 
· Oldekerk 
· Oosterbroek 
· Oude Pekela 
· Reiderland 
· Sappemeer 
· Scheemda 
· Slochteren 
· Stedum 
· Ten Boer 
· Termunten 
· Uithuizen 
· Uithuizermeeden 
· Ulrum 
· Vlagtwedde 
· Warffum 
· Wildervank 
· Winschoten 
· Winsum 
· Zuidhorn